# 3e armée (Royaume-Uni)
Pour les articles homonymes, voir 3e armée.
La Troisième Armée était une formation de l'Armée britannique durant la Première Guerre mondiale.

## Historique
La création d'une Troisième Armée au sein du Corps expéditionnaire britannique a eu lieu le 13 juillet 1915. Elle a été initialement placée sous le commandement du Général Charles Monro.

En août 1915, la Troisième Armée a repris les positions de la 2e Armée française, partant pour l'offensive prochaine de Champagne, au sud de la 10e Armée française; ce qui a entrainé sa séparation géographique des autres Armées britanniques. Cette situation perdurera jusqu'à au début de 1916, quand la 10e Armée sera redéployée à cause des pertes françaises à Verdun et que sera formée la Quatrième Armée.

La troisième Armée est restée sur le Front Ouest durant le reste de la guerre.

## Les chefs de la3earmée
- 13 juillet 1915 : Général Sir Charles Monro (Jusqu'à son départ pour examiner la situation à Gallipoli, octobre 1915)
- 23 octobre 1915 : Général Sir Edmund Allenby
- 9 juin 1917: Général Honoraire Sir Julian Byng

## Historique des garnisons, campagnes et batailles
- Bataille de la Somme
- Bataille d'Arras (1917)
- Bataille de Cambrai (1917)
- Bataille de Passchendaele
- Bataille d'Amiens (1918)
- Offensive des Cent-Jours